# Трамп, Блэйн
Ма́рта Ли́ндли Блэйн Трамп (урождённая Бёрд, англ. Martha Lindley Blaine Trump; род. 1957 год) — американская светская львица и филантроп. Бывшая жена Роберта Трампа.

## Биография

### Ранние годы
Блэйн Трамп провела первые годы жизни в Южной Каролине, Флориде и Алабаме. Её отец Джозеф Бёрд был топ-менеджером в «IBM». Когда ей было десять, её семья переехала в Иокогаму. Там она посещала Международную школу Святого Сердца. Позже она окончила отделение Американской школы Парижа в Лувесьене. Блэйн училась в колледже Беннетта в Миллбруке, штат Нью-Йорк, а затем в Токийском университете. Впоследствии она бросила учёбу и вышла замуж за Питера Ретчина.

### Карьера
Блэйн занималась сбором средств для различных организаций. Она основала благотворительную организацию в 1985 году в разгар кризиса в области здравоохранения, когда во время пандемии СПИДа многие люди столкнулись с болезнями и голодом.
В 1998 году Блэйн получила премию Мариэтты Три за государственную службу от комитета жителей Нью-Йорка.
Она является вице-председателем совета директоров некоммерческой организации «God’s Love We Deliver», которая доставляет еду людям с тяжелыми заболеваниями в Нью-Йорке.
Она также является попечителем Американского театра балета.
В 2017 году Блэйн Трамп и её сожитель Стив Саймон присутствовали на инаугурационном балу президента Дональда Трампа в Вашингтоне.

## Личная жизнь
Блэйн Трамп выходила замуж дважды и дважды разводилась. Первым мужем был Питер Ретчин. В 1978 году родила сына Кристофера Холлистера, который впоследствии стал управляющим в сфере недвижимости.
В 1980 году она вышла замуж за Роберта Трампа. Их брак длился на протяжении 29 лет. В октябре 2004 года у Блэйн была выявлена передозировка таблетками. Она была госпитализирована в больницу Маунт-Синай в Манхэттене, штат Нью-Йорк. Причиной этому послужило то, что она узнала, что её муж купил дом на Лонг-Айленде стоимостью в 3,7 миллиона долларов для своей секретарши и подруги Энн Мари Паллан. Затем последовали длительные бракоразводные тяжбы. Процесс был завершён в 2009 году. Роберт Трамп женился на своей подруге Энн Мари Паллан в 2020 году и умер в том же году.

## Ссылка
- Блэйн Трамп на «Internet Movie Database»